# Digonogastra agrili
Digonogastra agrili är en stekelart som först beskrevs av William Harris Ashmead 1889.  Digonogastra agrili ingår i släktet Digonogastra och familjen bracksteklar. Inga underarter finns listade i Catalogue of Life.